# تشيس كرايغ
تشيس كرايغ (بالإنجليزية: Chase Craig)‏ هو كاتب قصص مصورة أمريكي، ولد في 29 أكتوبر 1910 في Ennis ‏ في جمهورية أيرلندا، وتوفي في 2 ديسمبر 2001.